# Боднарів (Калуський район)
Бо́днарів — село Калуського району Івано-Франківської області. Входить до складу Калуської міської громади.

## Історія
Дату заснування села неможливо встановити через відсутність писемних документів тої сивої давнини — львівський архів серед заходів колонізації спалили поляки в 1440 році. Боднарів належить до найдавніших сіл Галичини, родючі землі якої здавна були заселені слов'янським населенням і яка в VI ст. стала джерелом його розселення на Балкани. В ІХ ст. Галичина була охрещена Кирилом і Мефодієм, а в 981 р. внаслідок військового походу київського князя Володимира Святославича включена до складу Русі. Наявні ж документи з XV ст., і в них ми бачимо згадки про село. Дехто безпідставно трактує першу збережену згадку як дату заснування, хоча зміст згадки заперечує таке трактування. Перша згадка про село датується 1442 роком, коли на теренах села відбувалася битва, у якій була розгромлена татарська армія.
Згадується село 20 жовтня 1466 року в книгах галицького суду.
В 1578 році в селі було 2 великі землевласники: Беднарські мали 4 лани (72 га) оброблюваних земель, Сулятицькі — 1 лан (18 га).

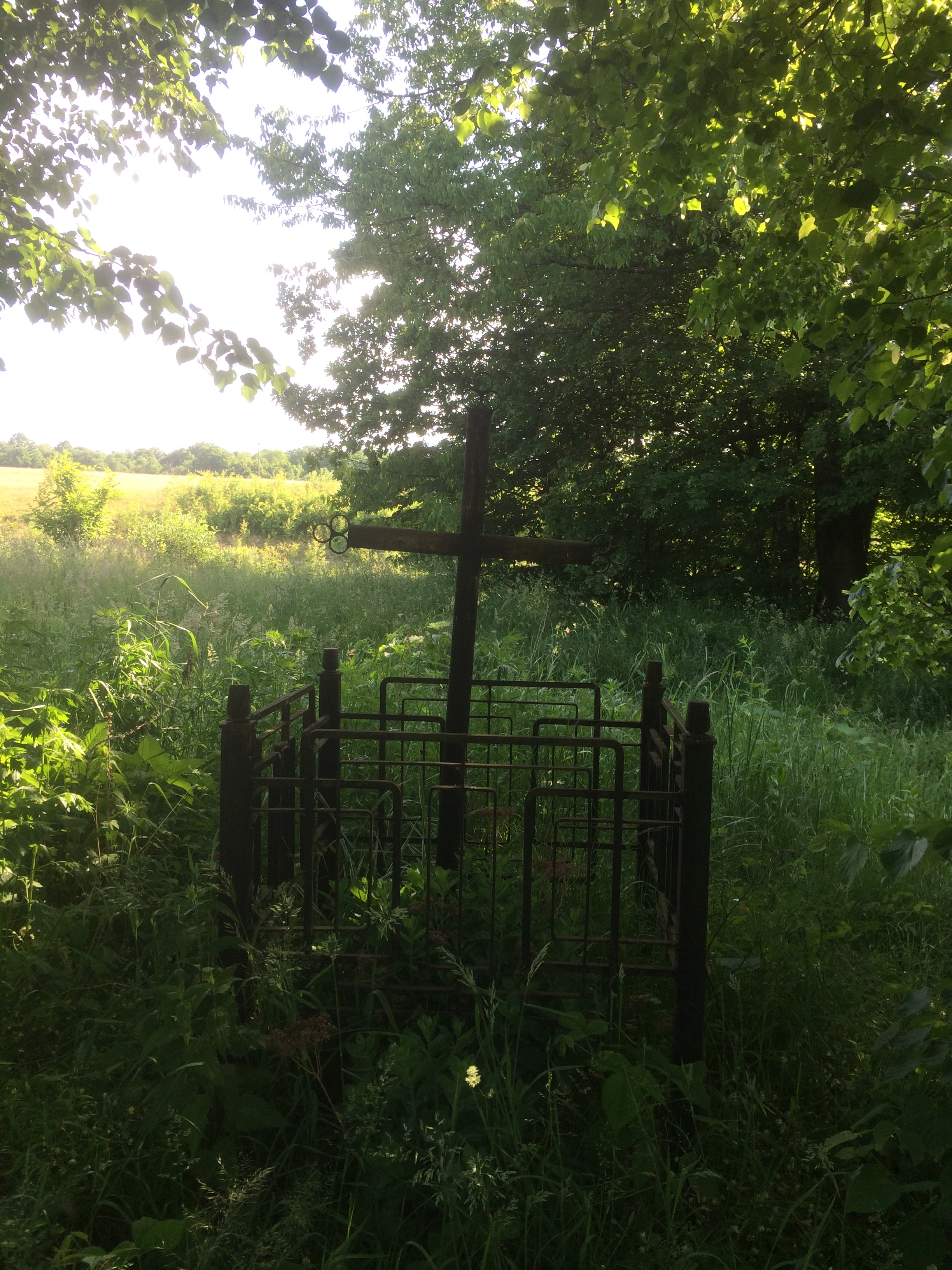
Хрест знесення панщини

1 січня 1875 року введена в дію Залізниця Ерцгерцога Альбрехта і відкрита станція Боднарів.
У 1889  р. був збудований костел, аналогічний збудованому в 1881 р. в Підмихайлі. До 1900 р. костел набрав аж 19 парафіян.
За переписом 1900 року в селі було 310 житлових будинків і 1613 жителів, за конфесіями: 19 римокатоликів, 1526 грекокатоликів і 68 юдеїв; етнічно: 87 поляків і 1526 українців (хоч 68 юдеїв записались поляками, все рівно залишились євреями, інших же 19 поляків уже були римокатоликами і більш подібними на поляків, тільки от питання: розмовляли вони польською чи українською мовою?), були 317 коней, 723 голови великої рогатої худоби і 346 свиней, селяни володіли 1186 га землі. А на землях боднарівського фільварку площею 180 га було 5 будинків і проживали 22 мешканці, за конфесіями: 3 грекокатолики і 19 юдеїв; етнічно: 3 українці і 19 поляків (отож, грекокатолики записались українцями, а юдеї — поляками), були 4 коні та 5 голів великої рогатої худоби. Загалом було 1366 га угідь (з них 1303 га оподатковуваних: 675 га ріллі, 456 га лук, 19 га садів, 67 га пасовищ і 86 га лісу).(нім.)
На початку серпня 1917 року під час поїздки у визволені від російського окупанта Підкарпаття і Буковини через село проїздив Цісар Карл I. Саме тут зупинився його потяг. Оскільки далі залізниця була зруйнована, він до Коломиї і Чернівців поїхав машиною. Потім він знову повернувся до села і від'їхав до Відня.[джерело?]
Боднарів був сільською ґміною Станиславівського повіту Станиславівського воєводства Польської республіки, а після укрупнення ґмін 1 серпня 1934 року — адміністративним центром ґміни Беднарув того ж повіту. В селі розміщувався відділок (постерунок) поліції, котрому підлягали також села Бринь, Майдан, Височанка і присілки Гутиська і Луквиця, а з 15 липня 1935 року — вся територія ґміни (9 сіл і присілки Гутиська, Зигмунтівка, Клепки, Комарівка, Луквиця, Остоя). Адміністрація ґміни і поліція вели насильну полонізацію. Селяни протиставили згуртування і підйом національної свідомості, проти чого влада кинула всі сили: звільняли з роботи, ув'язнювали, забороняли українські громадські організації. Громада спорудила двоповерхову школу в 1939 р., але не встигла викінчити через початок війни, тож перші учні пішли до неї лише в 1950-их роках.
На 1 січня 1939 року в селі проживало 2020 мешканців, з них 1770 українців-грекокатоликів, 100 українців-римокатоликів (у кінці 1930-х перейшли на римо-католицький обряд), 10 поляків, 120 польських колоністів міжвоєнного періоду, 20 євреїв. Після анексії СРСР Західної України в 1939 році село включене до тимчасового Боднарівського району, а з 17.01.1940 — до Галицького району. У вересні 1940 року в селі був зорганізований колгосп шляхом відбирання в селян майна і земель з недопусканням їх обробітку та засівання, що спричинило голод у 1941—1942 роках; німці ж того року податки не збирали. Поляки перейшли на службу радянському режиму, а далі — гітлерівському, що і спричинило їх ультимативне виселення 8.03.1944 р. Взяттям і утриманням 26-28 липня 1944 р. Боднарова німцями був створений «Калуський казан», у якому були знищені відрізані частини Червоної армії.
За даними облуправління МГБ у 1949 р. в Галицькому районі підпілля ОУН найактивнішим було в селах Мединя, Боднарів і Селище.
Національна свідомість піднімала селян до боротьби проти окупантів у рядах ОУН-УПА, підняла згодом і до виборювання незалежності в рядах Народного Руху України. 9 березня 1990 р. відкрили пам’ятник Тарасові Шевченку.
14-15 січня 2025 року демонтовано радянський монумент Корякову.

## Населення

### Мова
Розподіл населення за рідною мовою за даними перепису 2001 року:
| Мова       | Кількість | Відсоток |
| ---------- | --------- | -------- |
| українська | 2417      | 99.42%   |
| російська  | 11        | 0.45%    |
| білоруська | 2         | 0.08%    |
| румунська  | 1         | 0.05%    |
| Усього     | 2431      | 100%     |

## Соціальна сфера
- Найбільший у районі Будинок культури (клуб).
- На окраїні села розташовані руїни заводу з переробки льону-довгунця.
- Загальньоосвітня школа І-ІІІ ст.[20][21][22][23]
- Дитячий навчальний заклад «Льонок» збудований у 1987 році[24], поєднує дитячий садок на 75 місць і початкову школу на 120 місць[25][26].
- Фельдшерсько-акушерський пункт[27][28].
- Залізнична станція в оточенні 140-річних каштанів.

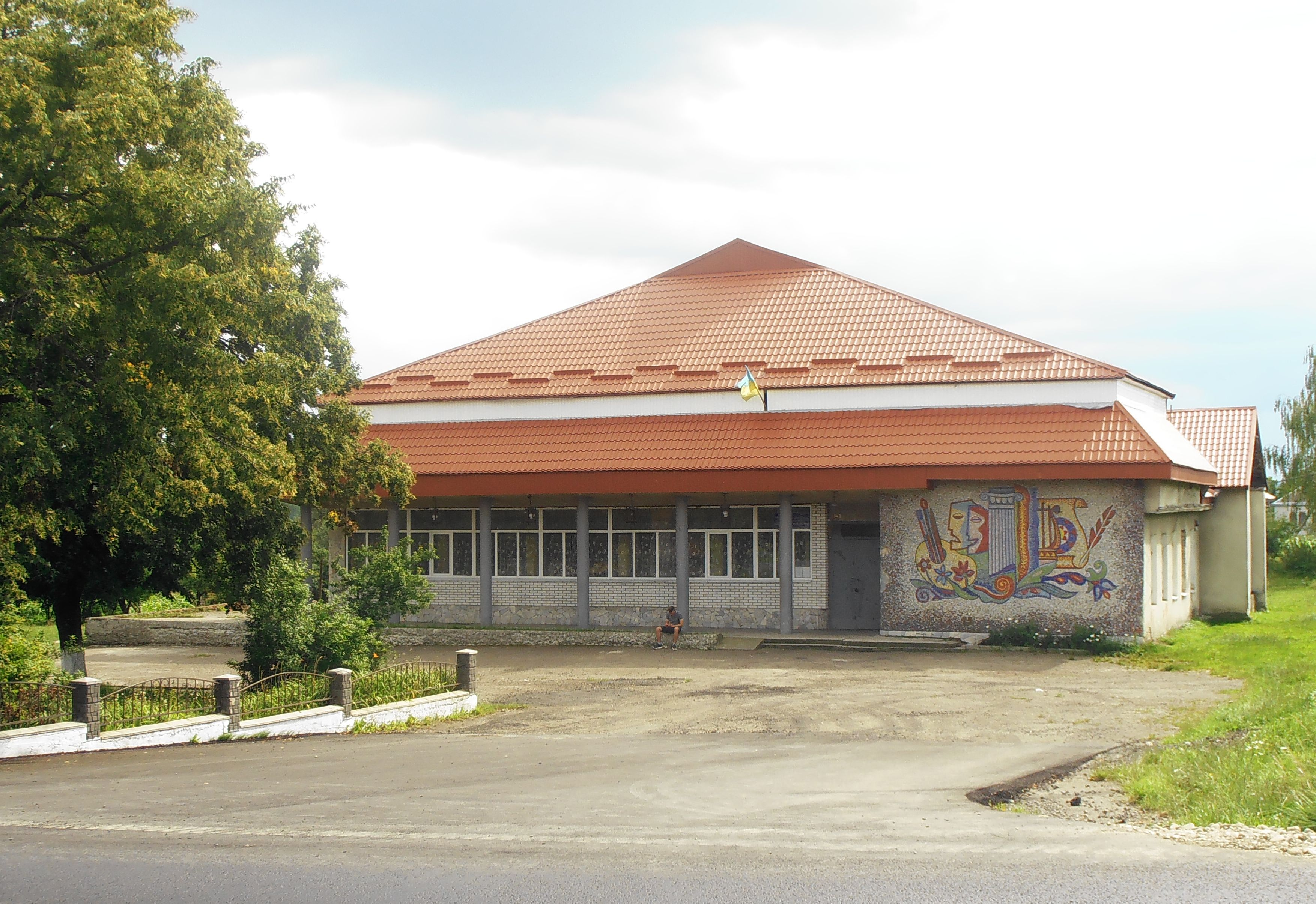
Будинок культури
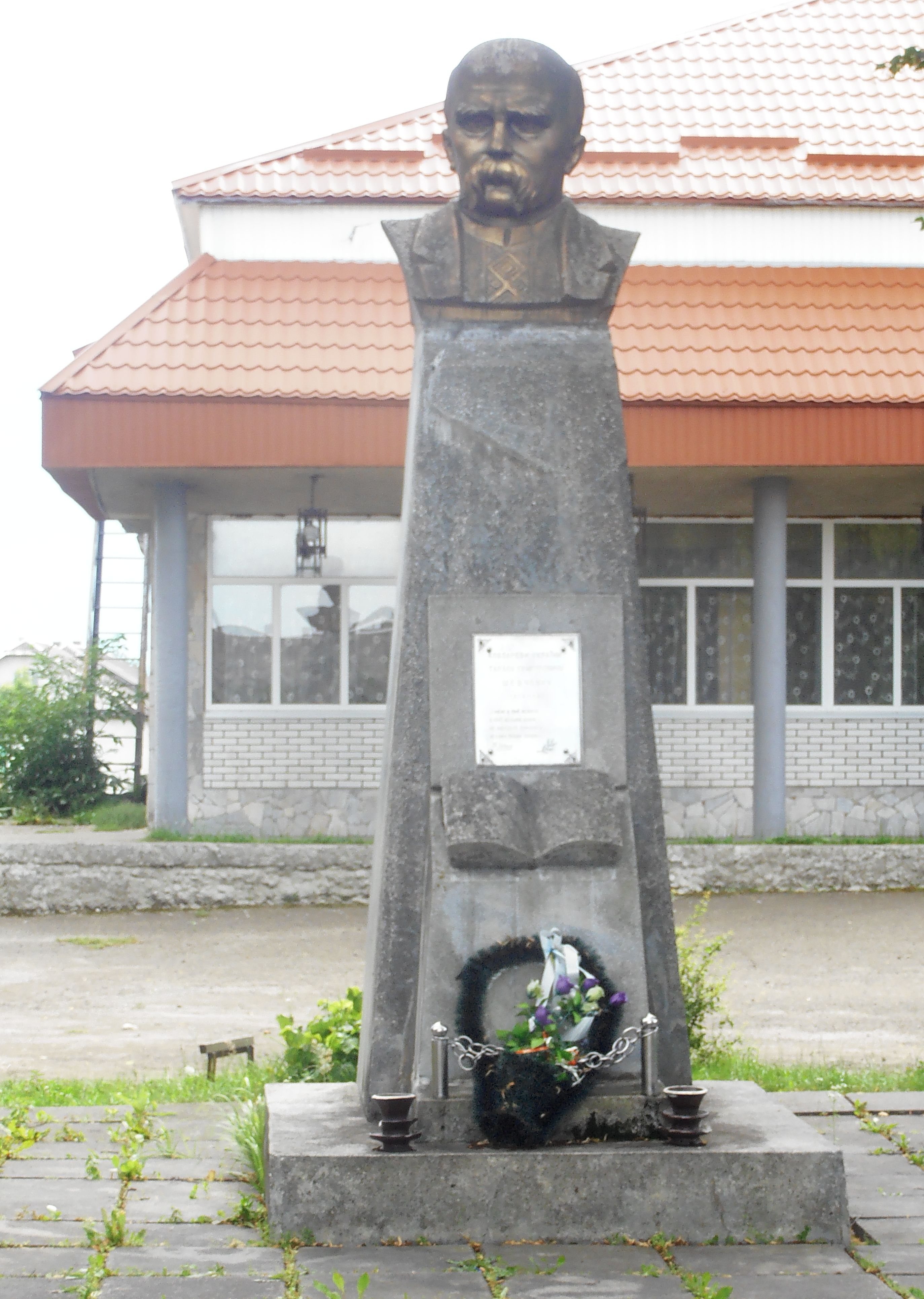
Пам’ятник Шевченку
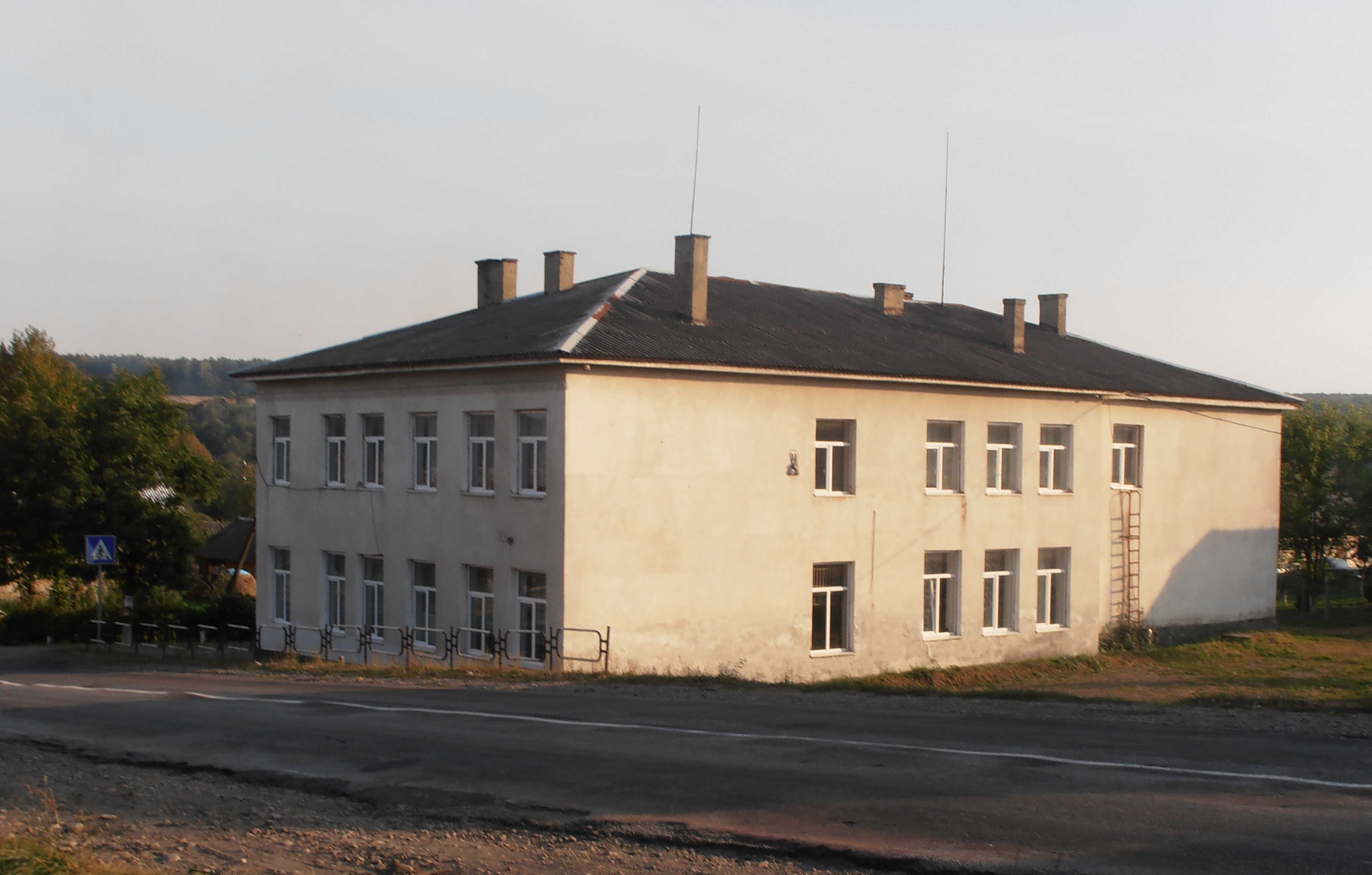
Боднарівська ЗОШ І-ІІІ ст.
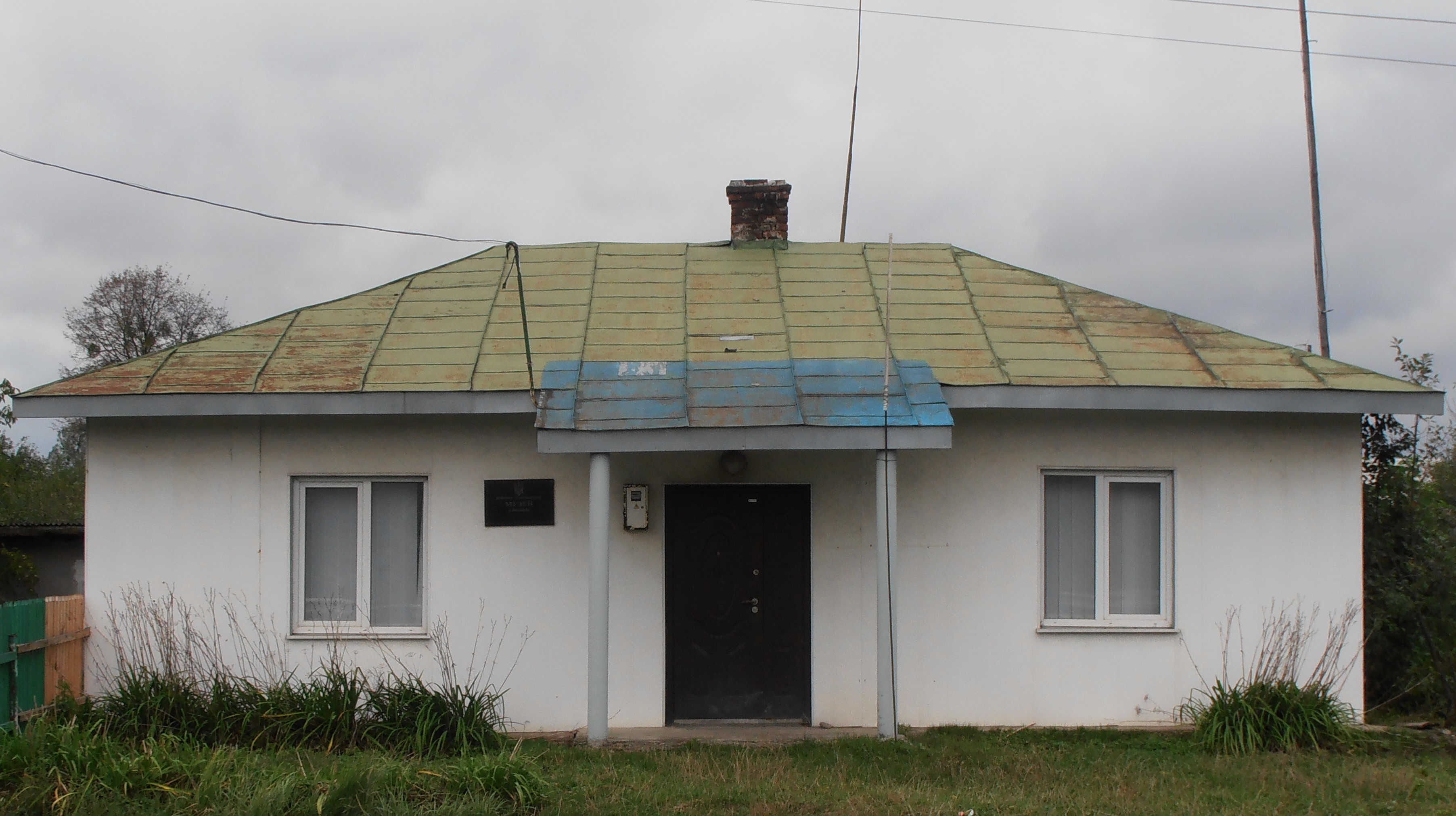
Історико-етнографічний музей
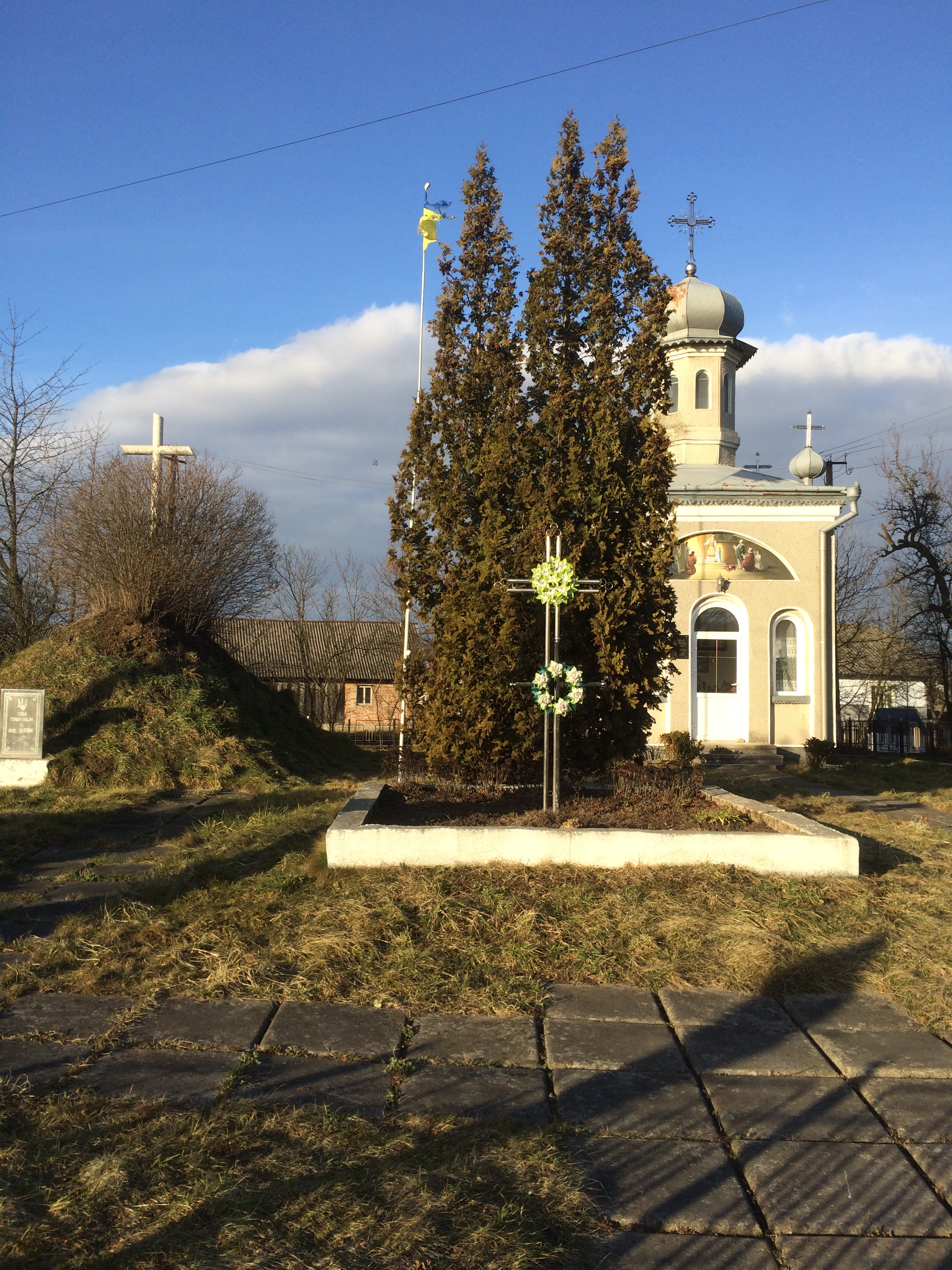
Каплиця
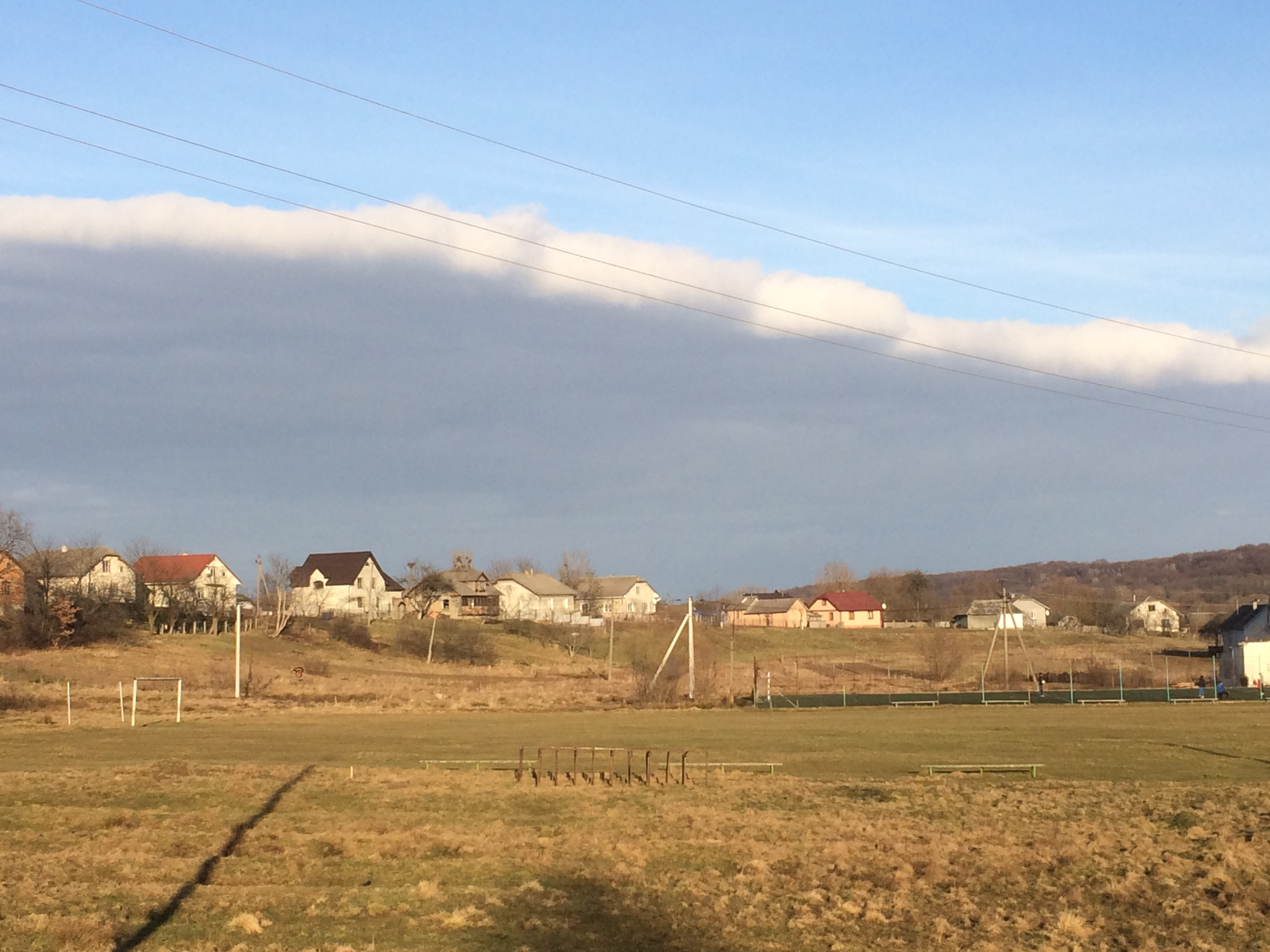
Стадіон
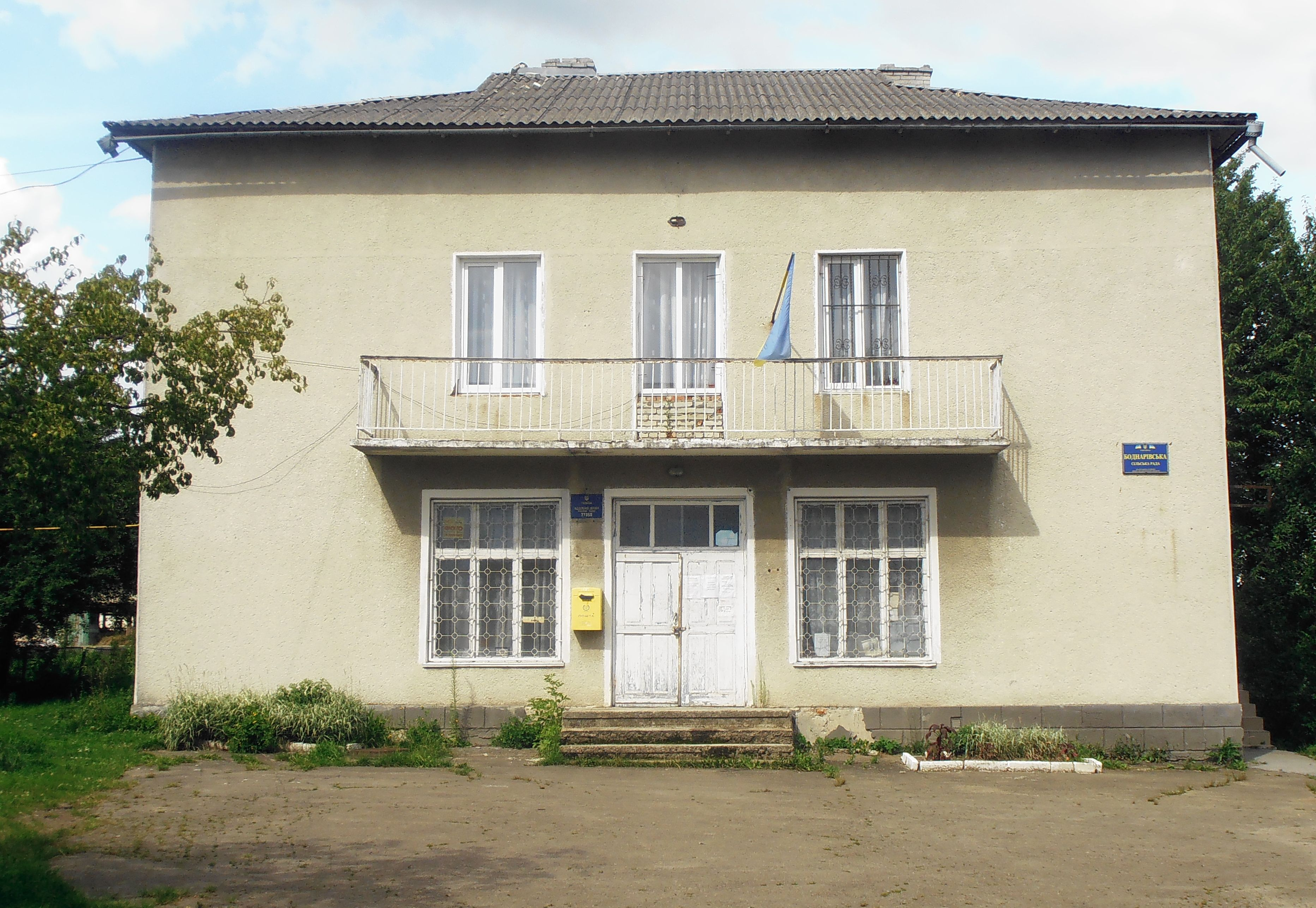
Сільрада і пошта
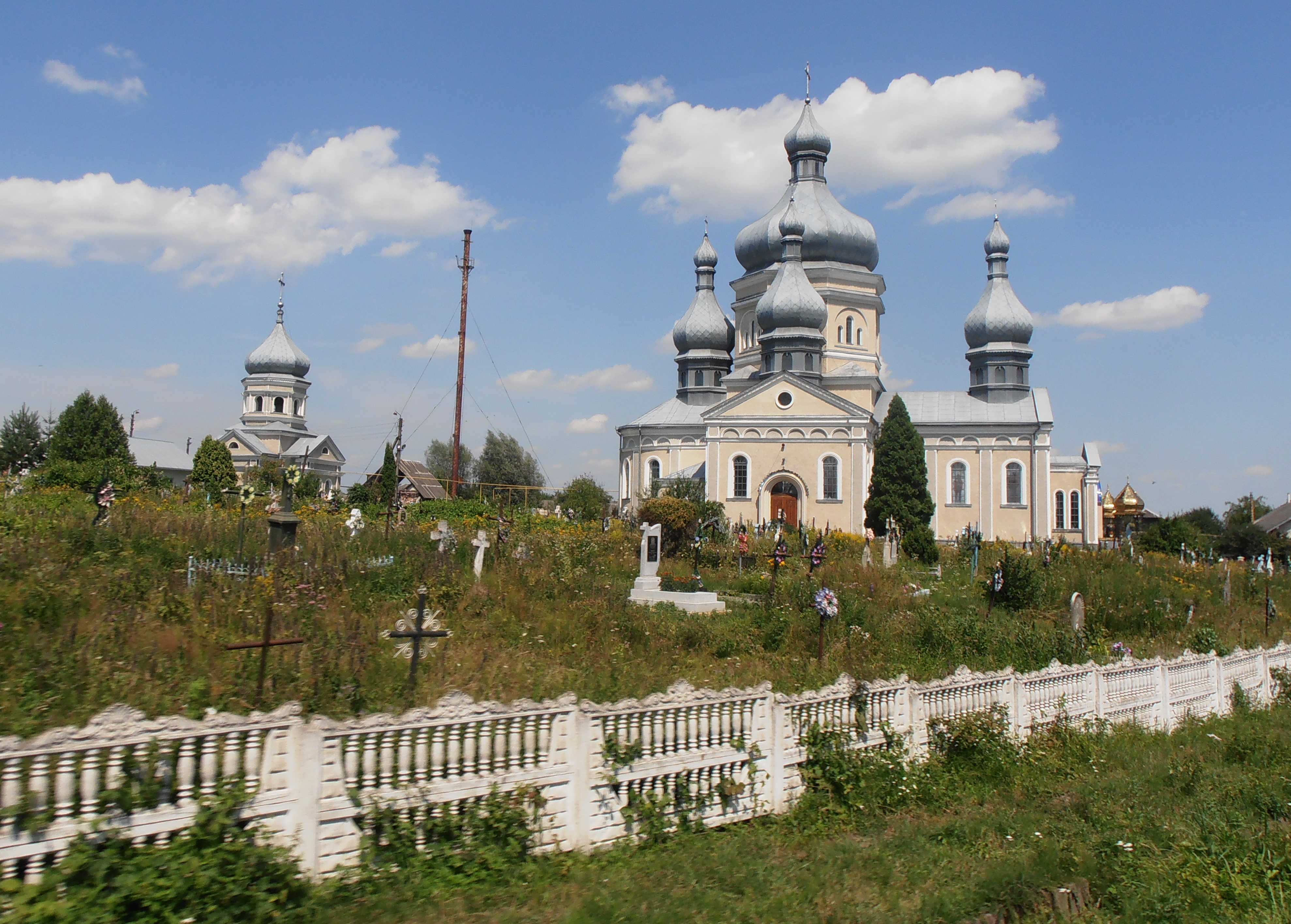
Старий цвинтар
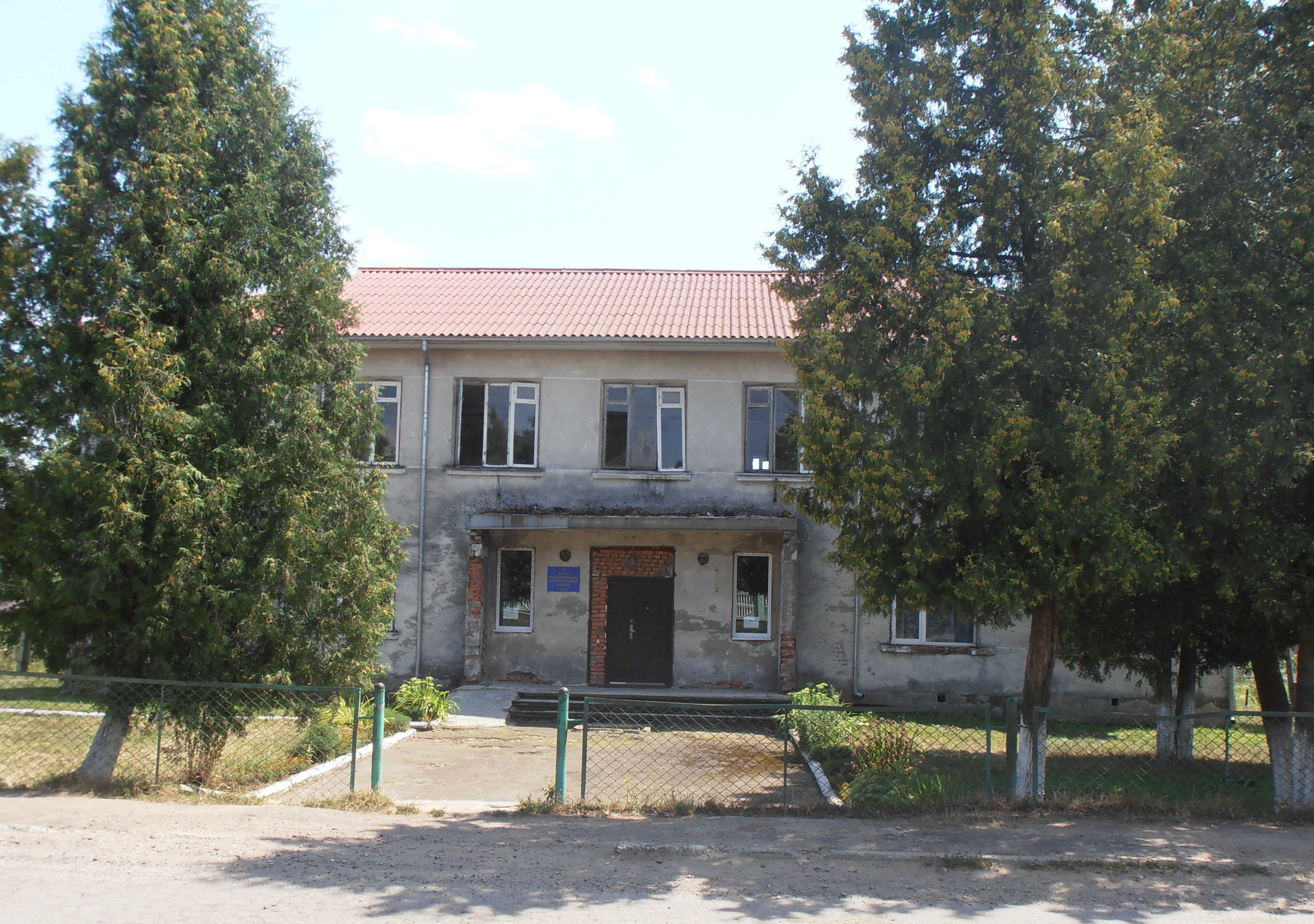
ФАП
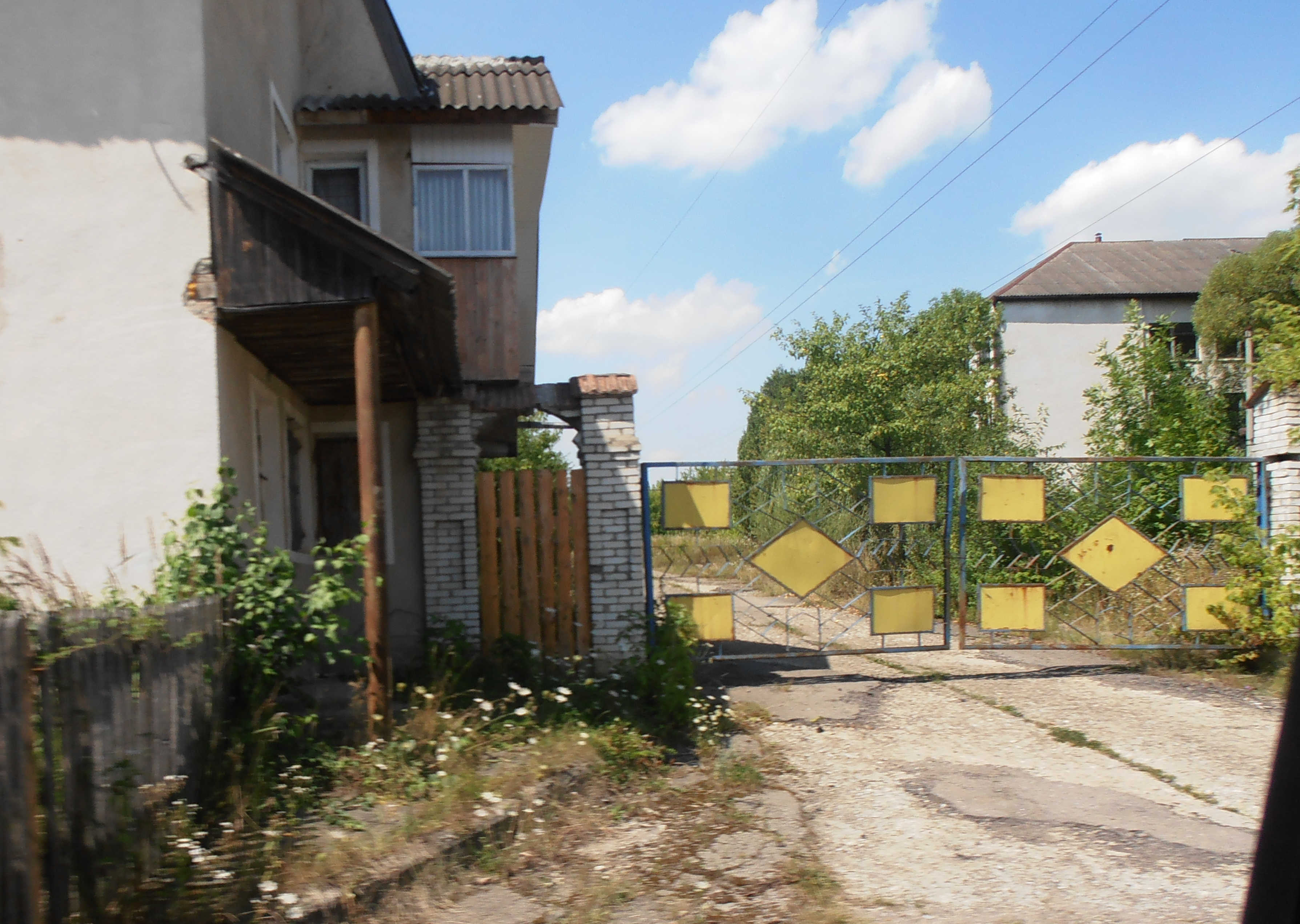
Прохідна льонозаводу
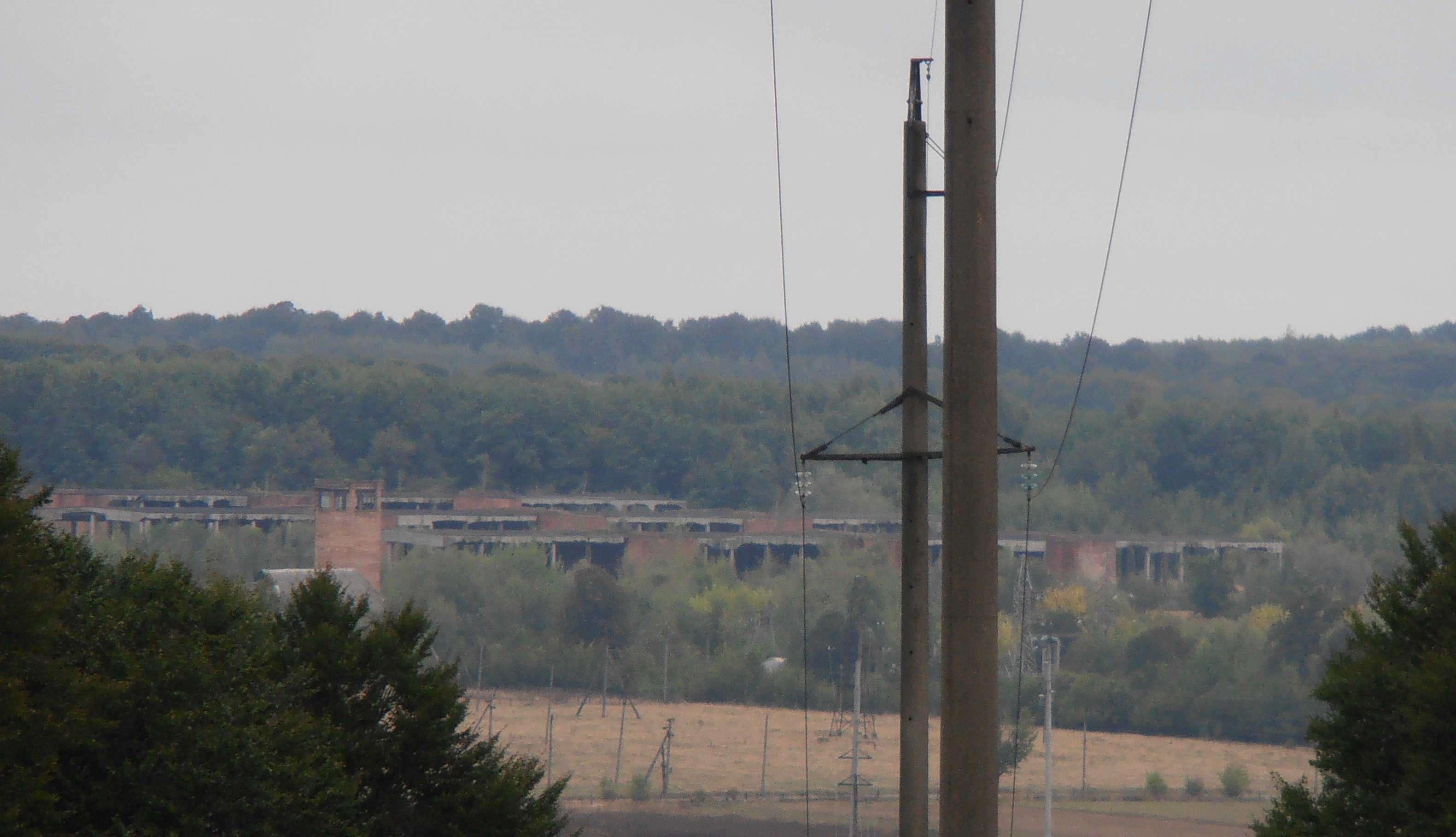
Руїни льонозаводу

## Пам'ятки
В селі є греко-католицька церква, зведена в 1994 році, є деканальною для Боднарівського протопресвітеріату. Також є громади інших релігійних організацій.

## Вулиці
У селі є вулиці:
- Антонович Мирослави[34]
- провулок Береговий
- Брищі
- Василя Стефаника
- Василя Стуса
- Височана
- Володимира Великого
- Галицька[35]
- Дрогомирецького Василя[36]
- Дяченка
- провулок Зелений
- Івана Франка
- Івасюка
- Зарічна
- Короля Данила[37]
- Лесі Українки
- Леся Мартовича
- Луцького
- Марка Вовчка
- Миру
- Михайла Грушевського
- Молодіжна
- Ольги Кобилянської[38]
- Привокзальна
- Романа Шухевича
- Січових Стрільців
- Степана Бандери
- Тараса Шевченка
- Травнева
- Шкільна

## Відомі люди

### Народилися
- Дяченко Михайло Васильович, псевда: «Гомін», «Марко Боєслав» (1910—1952) — воїн, референт пропаганди ОУН-УПА, редактор багатьох повстанських журналів, поет. Нагороджений Срібним хрестом заслуги ІІ ступеня, а також посмертно пластовим Залізним хрестом заслуги. Йому, а також Олександру Луцькому, зведено пам'ятник[39].
- Луцький Олександр Андрійович (псевда: «Довбня», «Богун», «Марко», «Беркут», «Богдан», «Андрієнко», «Клименко», «Боднар») — (16 жовтня 1910 — 13 листопада 1946, Київ) — діяч ОУН, організатор та командир половини УПА (тієї, що діяла на Галичині, Буковині, Закарпатті та Закерзонні) — Української Народної Самооборони та УПА-Захід.
- Мирослава Антонович — діячка ОУН, педагог
- Луцький Роман Михайлович — український актор, що, зокрема, виконав головну роль у фільмі «Сторожова застава»[40]
- Розалія Петрівна Шуляр «Калина»(*24.01.1914—†24.01.1946) — підпільниця ОУН, керівник УЧХ Галицького району, якій Михайло Дяченко присвятив оповідання «Калина»[41]
- Вислобіцький Петро Андрійович (*6.02.1940—†11.11.1998, м. Київ) — кандидат технічних наук, фахівець у сфері кріплення свердловин та надійності трубопроводів, автор 40 винаходів і понад 75 наукових робіт.[42]
- Шумський Йосип Федорович (*20.12.1896 — †11.05.1939, с. Угринів Долішній) — старший десятник УСС, начальник станції в Боднарові в часи ЗУНР, далі 12 років очолював молочарню в Боднарові[43]
- Микола Левкун — капітан нацгвардії, нагороджений орденом Богдана Хмельницького ІІІ ступеня.[44]
- Юлія Луцька — срібна призерка чемпіонату України з легкої атлетики серед юніорів на дистанції 10 000 метрів зі спортивної ходьби.[45]

### Працювали
- Луцький Микола Іванович — український самодіяльний співак (соліст стрілецького хору), диригент, педагог, учасник національно-визвольних змагань, січовий стрілець.